# ولادیمیر ورنادسکی
ولادیمیر ایوانوویچ ورنادسکی (انگلیسی: Vladimir Ivanovich Vernadsky; روسی: Влади́мир Ива́нович Верна́дский؛ اوکراینی: Володи́мир Іва́нович Верна́дський؛ ۱۲ مارس [سبک قدیمی: ۲۸ فوریه] ۱۸۶۳ - ۶ ژانویه ۱۹۴۵) یک معدن‌شناس و ژئوشیمیدان اهل روسیه، اوکراین و شوروی بود که به عنوان یکی از بنیانگذاران ژئوشیمی، بیواکوشیمی و زمان‌سنجی رادیومتری شهرت دارد. او همچنین به عنوان بنیانگذار آکادمی علوم اوکراین (اکنون آکادمی ملی علوم اوکراین) شناخته می‌شود. بیشترین شهرت او برای کتابش به‌نام «خود ذخیره گاه زیست کره» منتشر شده در ۱۹۲۶ است که در آن ناخاسته به عمومیت یافتن اصطلاح زیست کره، که توسط ادوارد سوس، در ۱۸۸۵ مطرح شده بود کمک کرد، با این فرض که زندگی نیروی زمین‌شناسی است که زمین را شکل می‌دهد. در سال ۱۹۴۳ به او جایزه استالین اهدا شد.